# زایتسوو (استان بلگورود)
زایتسوو (انگلیسی: Zaytsevo, Belgorod Oblast) یک شهرک در بخش گوبکینسکی استان بلگورود کشور روسیه است.